# Göran Printz-Påhlson
Ulf Göran Reidar Printz-Påhlson, född 31 mars 1931 i Hässleholm, Kristianstads län, död 27 juli 2006 i Limhamn, Malmö, Skåne län, var en svensk poet, översättare, litteraturvetare och litteraturkritiker.

## Biografi
Printz-Påhlson växte upp i Malmö och studerade under 1950-talet i Lund, där han ingick i en krets av poeter som blev känd som Lundaskolan. Han blev fil. kand. i litteraturhistoria vid Lunds universitet 1952, och fil. mag. 1960. Efter att 1961–64 ha undervisat vid Harvard University och University of California, Berkeley kom han till universitetet i Cambridge, där han tjänstgjorde som lektor i 25 år. Vid sidan av lektorstjänsten översatte han flera brittiska och amerikanska författare till svenska, som till exempel John Ashbery.
Som poet debuterade han 1955 med Resan mellan poesi och poesi, och utgav sammanlagt fyra diktsamlingar. Han utgav även flera essäsamlingar om litteratur, bland annat Solen i spegeln (1958).

### Översättningar
- Åtta engelska poeter, red. och övers. Petter Bergman och Göran Printz-Påhlson (Stockholm: FiB:s lyrikklubb, 1957)
- Räkna ditt hjärtas slag: Modern engelsk lyrik, red. och övers. Göran Printz-Påhlson och Göran Bengtson (Lund: Cavefors, 1959)
- Bathory & Lermontov, tvåspråkig utgåva, övers. Göran Printz-Påhlson och Jan Östergren (Åhus: Kalejdoskop, 1980)
- Contemporary Swedish Poetry, övers. John Matthias och Göran Printz-Påhlson (London: Anvil, 1980)
- Jan Östergren, Rainmaker, övers. John Matthias och Göran Printz-Påhlson (Athens: Ohio University Press, 1983)
- John Ashbery, Självporträtt i en konvex spegel och andra dikter (Stockholm: Bonniers, 1983)
- Färdväg: 30 engelskspråkiga poeter, red. och övers. Göran Printz-Påhlson och Jan Östergren (Stockholm: FiB:s lyrikklubb, 1990)
- John Ashbery, Dikter, övers. Tommy Olofsson, Vasilis Papageorgiou, Göran Printz-Påhlson och Ragnar Strömberg (Stockholm: Natur & Kultur, 2018)

## Priser och utmärkelser
- 1957 – Boklotteriets stipendiat
- 1981 – Gun och Olof Engqvists stipendium
- 1982 – Sydsvenska Dagbladets kulturpris
- 1983 – Sveriges författarfonds premium till personer för belöning av litterär förtjänst
- 1984 – Sveriges Radios lyrikpris
- 1987 – Harry Martinson-priset
- 1987 – Hedersdoktor vid Lunds universitet
- 1992 – Doblougska priset